# دیداک دوسا
دیداک دوسا (انگلیسی: Didac Devesa؛ زادهٔ ۳۰ دسامبر ۱۹۹۰) بازیکن فوتبال اهل اسپانیا است.
از باشگاه‌هایی که در آن بازی کرده‌است می‌توان به باشگاه فوتبال آپولون اسمیرنیس و باشگاه فوتبال پومفرادینا اشاره کرد.